# Адаменко, Николай Петрович
Николай Петрович Ада́менко (укр. Микола Петрович Адаменко; 20 декабря 1931 — 7 мая 2022) — советский и украинский поэт, прозаик и филолог. Член СПУ (1988). Лауреат областных премий имени Б. Гринченко и имени М. Коцюбинского. Награждён орденом «За мужество» (2005).
Жертва сталинских репрессий. Политзаключённый советских тюрем и концлагерей (1953—1956).

## Биография
Родился в 1931 году в Загребелье на Черниговщине. Его отец долгое время работал председателем правления местного колхоза, а перед самой Великой Отечественной войной возглавил сельский совет. В 1942 году во время фашистской оккупации он был схвачен и расстрелян гитлеровцами. Для Николая Адаменко и его младшей сестры Лиды наступили трудные времена, поскольку мать Наталья Михайловна, тяжело работая в колхозе, не могла самостоятельно прокормить своих детей.
В 1950 году, после окончания Сосницкой средней школы, Адаменко поступил на филологический факультет Киевского университета, имея в своём послужном списке несколько стихотворений, опубликованных в районной газете. На факультет журналистики не пропустила мандатная комиссия, потому что «находился на оккупированной территории». Год учился на романо-германском отделении, затем перевёлся на украинское. Принимал участие в дискуссиях на заседаниях университетской литературной студии.
Вскоре стал объектом преследования МГБ. В сейфах накапливались присланные его знакомыми оперативные донесения. В частности вот такие:

- «Из разговоров с Адаменко мне известно, что он недоволен колхозным строем, мотивируя это тем, что его мать всю жизнь без просвета ишачит в колхозе и остаётся нищенкой из нищенок»
- «Он резко отрицательно высказывался о П. Тычине, „Киевских рассказах“ Ю. Яновского, „Золототысячнике“ И. Рябокляча, ссылаясь на то, что в этих произведениях много патоки и не проглядываются суровые реалии жизни»
- «Приобретённую мной брошюру о Грушевском и книжечку по истории Украины я давал читать Адаменко Н., и он читал её в общежитии…»
- «…Однажды я зашёл на квартиру однокурсника Доценко Р. и застал там Адаменко, который читал „Солнечную Машину“ Винниченко. Николай Адаменко говорил мне, что у Доценко читал также Ефремова „История украинской литературы“…»

К этим донесениям были приобщены похищенные у Адаменко конспекты, черновики стихов, частные письма. Все эти материалы стали основанием для прорисовки политического портрета сына расстрелянного фашистами советского активиста как потенциального врага сталинского режима. 22 ноября 1952 года Адаменко вызвали в Министерство госбезопасности для «профилактической беседы». Во время этой встречи Адаменко не отрёкся от своих взглядов, а откровенно признал и описал их в своей пояснительной записке, это определило его дальнейшую судьбу:

Да, я исповедовал враждебные существующей власти взгляды по многим проблемам. Например, я очень скептически относился к национальной политики партии…
Я пришёл к выводу, что колхозный строй не удовлетворяет потребностям народа…
В школах и учебных заведениях ввести преподавание только на украинском языке…
Украина должна оставаться в федерации, но ей должна быть предоставлена полная свобода распоряжаться своими богатствами и культурными ценностями.
Корень всех зол я видел в партийном руководстве. Сейчас в партии очень много чужих народу элементов, поэтому нужна или чистка партии, или её перестройка…

В то время государственные органы усиленно готовили сценарий показательного политического процесса над несуществующей подпольной националистической организацией, которая должна была состоять из студентов киевских вузов. К концу декабря в Киеве прокатилась волна арестов студенческой молодёжи. 14 января 1953 начальник 2-го отделения отдела 5-го управления МГБ подполковник Шишкин вынес такое постановление об Адаменко:

Находясь на учёбе в КГУ и будучи враждебно настроенным к существующему строю, высказывает антисоветские взгляды и пишет националистические стихи, с содержанием которых знакомит студентов университета. Преступная деятельность Адаменко подтверждается многими показаниями свидетелей… Исходя из этого, постановил: Адаменко Н. П., проживающего по Воздухофлотскому шоссе, № 35, кв.90, подвергнуть аресту и обыску.

На основе этого постановления на следующий день был выслан ордер № 4 на обыск и арест Адаменко, который подтвердил Генеральный прокурор республики Роман Руденко. А поздним вечером 18 января Адаменко был арестован в университетском общежитии и отправлен в следственную тюрьму на улице Владимирской вместе с выявленным при обыске единственным вещественным доказательством его враждебной деятельности — книгой «Украинская муза».
Следователи МГБ стремились сделать бескомпромиссного Адаменко одной из центральных фигур мистифицированного судебного процесса. Об этом свидетельствует то, что за неполные семь недель заключения его допрашивали 24 раза. Бывало, его дважды допрашивали в сутки, чтобы записать как можно больше фамилий если не друзей, то хотя бы бегло знакомых.
Наконец в начале апреля арестованному студенту было предъявлено обвинение, в котором констатировалось:

Адаменко Н. П., будучи враждебно настроенным к советской власти, в течение длительного периода времени среди своего окружения проводил антисоветскую националистическую агитацию, возводил клевету на советский строй, колхозную систему сельского хозяйства, руководителей советского государства и коммунистической партии. Выражая свою ненависть к советской власти, занимался сочинением различных антисоветских записей в стихотворной форме, а также изучал и распространял националистическую литературу…

11 апреля 1953 года предварительное следствие было завершено и следственное дело переслано в киевский областной суд.
14 мая состоялось его рассмотрение на закрытом судебном заседании под председательством судьи Грабовской с участием прокурора Утиной. Вместе с Адаменко появились его однокурсники Г. П. Волощук и Р. И. Доценко, хотя по предварительному замыслу сотрудников МГД на скамье подсудимых рядом с университетскими «Вумниками» должны были сидеть недоученные музыканты, художники, инженеры, агрономы, сельские механизаторы. Смерть Сталина вскоре ослабила репрессии, но по инерции судебная система ещё выносила обвинительные приговоры невиновным. 14 мая 1953 года судья вынесла Адаменко обвинительный приговор по ч. 2 ст. 54-10 и 54-11 УК УССР и приговорили к 10 годам лагерей и трём годам ограничения в правах. Наказание отбывал в концлагере Нироблаг (Северный Урал), работал на лесоповале.
Только в июне 1956 года на основании решения Комиссии Президиума Верховного Совета СССР освобождён из концлагеря из-за отсутствия состава преступления, но не реабилитирован. Долго не было работы. Некоторое время Адаменко работал грузчиком на ст. Дочь (Великая Дочь) Борзнянского района, затем — в родном селе в колхозе разнорабочим, учётчиком, бригадиром садово-огородной бригады. Поступил в Борзнянский техникум плодоовощеводства на заочное отделение.
Только в 1962 году после окончательной реабилитации его восстановили в университете на четвёртый курс украинского отделения филологического факультета, заочно. Работал учителем украинского языка, литературы и музыки в Полюшкинской восьмилетней школе Новгород-Северского района. Через 8 лет переехал в пгт Сосница, где работал учителем в средней школе им. Довженко до выхода на пенсию.
Решением Сосницкого районного совета от 9 сентября 2009 "О присвоении звания «Почетный гражданин Соснитчины» — за весомый личный вклад в возрождение историко-культурного наследия Сосницкого района, активную общественную деятельность Адаменко Николаю Петровичу присвоено звание «Почетный гражданин Соснитчины».
Умер 7 мая 2022 года в пять часов утра в Соснице.

## Творчество
Произведения Николая Адаменко публиковались в журналах и сборниках. Для его творчества характерно мужество, открытость, боль и переживание за будущее Украины.
В 1985 году вышел первый поэтический сборник «Наводнение». Затем увидели свет ещё несколько книг, среди которых в 2001 году — книга прозы (роман «Закон — тайга» и 13 новелл), а в 2003 году — продолжение романа. Первая и вторая книги стали книгами года на Черниговщине, за них Адаменко был удостоен областных премий имени Б. Гринченко и имени М. Коцюбинского.
В 2001 году начал работать над книгой «История Сосници и её окружающей среды», приобщив к труду ещё нескольких краеведов.